# Климовський Ярослав Дмитрович
Ярослав Дмитрович Климовський (псевдо: Клим Ярославський, Куц; 1 липня 1907, Тернопіль — 7 жовтня 1995, м. Філадельфія, штат Пенсільванія, США) — український актор, драматург, театрознавець, громадський діяч. Брат Богдана, чоловік Іванни Климовських. Магістр філософії (1981). Член Спілки українських журналістів Америки.

## Життєпис
Закінчив українську гімназію в Тернополі, грав у складі футбольної команди «Поділля».
Актор та адміністратор галицьких мандрівних театрів «Заграва» (1933—1938), Українського народного театру ім. І. Котляревського (1938—1939), Львівського українського музично-драматичного театру ім. Лесі Українки (1939—1940); адміністратор Львівського оперного театру (1940—1941), Українського Підкарпатського театру в м. Дрогобич (Львівська область, 1941—1943).
Під час Другої світової війни виїхав до Німеччини, працював імпресаріо в мистецьких колективах. Написав лібрето до музичної комедії «Мімі» для Ансамблю українських акторів під керівництвом В. Блавацького, підготував кілька літературних композицій, гумористичних «Новорічну салатку».
Емігрував до Канади, згодом — у США. Секретар товариства «Рідна школа», голова земляцького об'єднання «Тернопільщина», створеного 1957 року у Філадельфії, редактор однойменного журналу. Переклав та адаптував п'єси «Антігона», «Електра» Софокла, «Пантея» за Л. Морстіном, «Антоніон» за Б. Червінським, «Герострат» за Г. Горіним, «Нерон» за Б. Куриласом, «Трояндові діти» за Н. Забілою, «УПА в Карпатах» за П. Савчуком.

## Доробок
Автор п'єси «Чекання» за мотивами «Одіссеї» Гомера, «Збірника нотаток до питань театрології», поезій, низки статей на мистецькі теми, театральних та літературних рецензій. Пожертвував кошти на видання книги В. Ревуцького «В орбіті світового театру» (К.; Х.; Нью-Йорк, 1995).